# Villa Faraldi
Villa Faraldi es un municipio italiano situado en la provincia de Imperia, en Liguria. Tiene una población estimada, a fines de enero de 2024, de 449 habitantes.

## Evolución demográfica
| Gráfica de evolución demográfica de Villa Faraldi entre 1861 y 2024 |
|                                                                     |
| Fuente: ISTAT - Elaboración gráfica de Wikipedia                    |